# Kohlhaukuppe
Kohlhaukuppe je 785,9 m vysoká hora ve Východních Krušných horách, ležící jižně od vesnice Geising (část města Altenberg) v saském zemském okrese Saské Švýcarsko-Východní Krušné hory, v bezprostřední blízkosti českých hranic. Na jejím vrcholu stojí horská bouda s rozhlednou.

## Historie

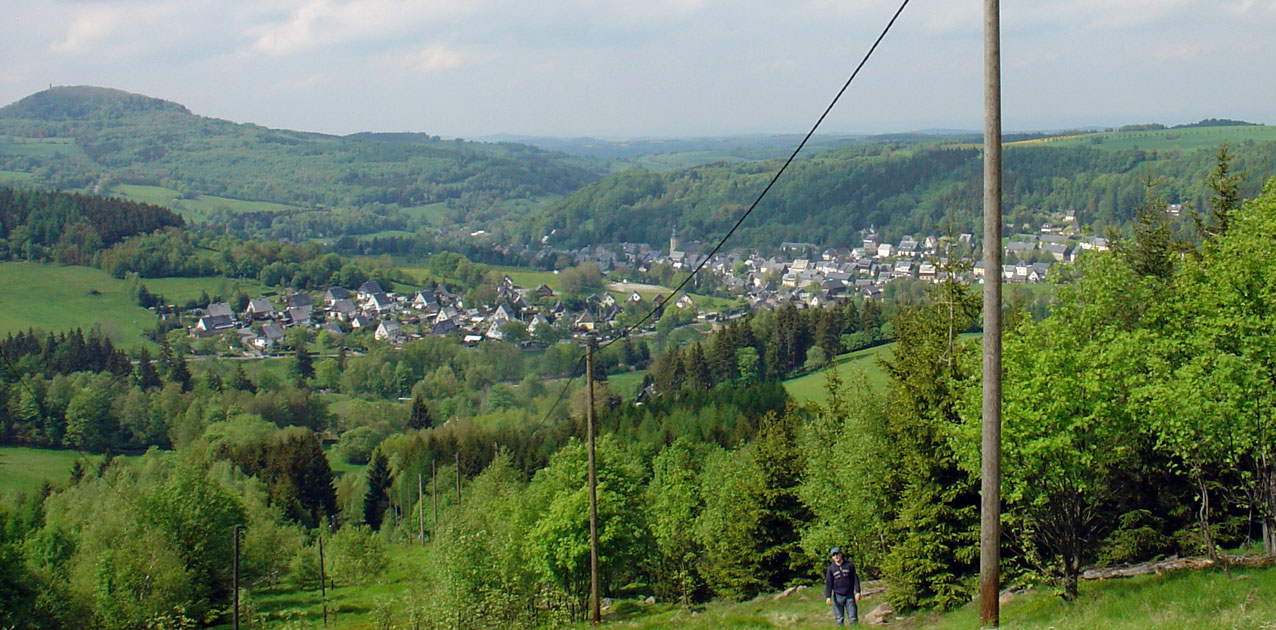
Pohled na sever ke Geisingbergu

Ve starých dokumentech byla hora zmiňována jako Kuppe nebo Koppe. Když v roce 1889 slavil saský šlechtický rod Wettinů 800 let své existence, byla hora přejmenována na Wettinhöhe (Wettinská výšina) a na jejím vrcholu byla vztyčena 9 metrů vysoká železná rozhledna. Slavnostně byla otevřena 6. června 1889. Vedle rozhledny byl postaven dřevěný altánek, který v letních měsících sloužil jako malá horská bouda s občerstvením. Po první světové válce nahradila původní boudu nová budova a zůstala v provozu až do roku 1933. V témže roce byla stržena na rozkaz celního komisariátu, protože v jejích prostorách byly distribuovány nelegální tiskoviny.
Po druhé světové válce se přestalo používat jméno Wettinhöhe a bylo nahrazeno současným názvem. Od roku 1952 započaly pokusy o obnovu horské boudy a rozhledna byla zvýšena o další dva metry. Současná horská bouda funguje od roku 1993 a nová železná rozhledna, připomínající původní konstrukci, je v provozu od roku 1995. Díky česnekovým specialitám v nabídce kuchyně je hora místními běžně nazývána Knoblauchkuppe, neboli Česneková hora.

## Přístup na vrchol ze saské strany
Na vrchol není možné vyjet autem, nejbližší parkoviště, které je ale zpoplatněné, se nachází v Geisingu u rybníka Hüttenteich. Odtud už je možné dostat se na vrchol po značených cestách, buď po asfaltové silničce anebo strmějším výstupem podél sloupů s elektrickým vedením.

## Výhledy z vrcholu
- Sever: Geising, nalevo Geisingberg, napravo Wilisch
- Východ: Cottaer Spitzberg, Děčínský Sněžník
- Jihozápad: Cínovec
- Severozápad: Altenberg
- Jihovýchod: Přední Cínovec, Komáří hůrka